# Destitución de Carlos Manuel de Céspedes
La destitución del Presidente de la República de Cuba en Armas, Carlos Manuel de Céspedes, ocurrió el 27 de octubre de 1873, protagonizado principalmente por la Cámara de Representantes, en la antigua provincia Oriente. Fue uno de los hechos de mayor trascendencia y consecuencias negativas para el mantenimiento de la unidad revolucionaria en la lucha por la independencia en Cuba.

## Las causas
La destitución se produjo como resultado funesto de las contradicciones que se habían generado en la Asamblea de Guáimaro, que fueron favorecidas por la caída del Mayor General Ignacio Agramonte; este hecho dejó a la Cámara con las manos libres para actuar en contra de Céspedes. Los otros jefes y personas civiles que integraban la República manifestaron su conformidad con respecto a este hecho. Otro aspecto que favoreció a la Cámara fue que de los 15 representantes que la constituían estaban presentes sólo 7, de los que 5 votaron en contra del presidente.

## Los hechos
La Cámara de Representantes depuso a Carlos Manuel de Céspedes, el iniciador de la revolución en el siglo XIX, valiéndose de facultades y prerrogativas de la Constitución de la república de ese entonces. Como el vicepresidente, Mayor General Francisco Vicente Aguilera, estaba en el exterior cumpliendo misiones, fue designado para el cargo de Presidente a Salvador Cisneros Betancourt.

### Reacción de Carlos Manuel de Céspedes
Cuando Céspedes conoció la decisión asumió una posición muy digna y aceptó lo designado sin poner resistencia. Lanzó un manifiesto al pueblo cubano en el que ofrecía su apoyo a la lucha y dijo acerca de este doloroso acontecimiento: 
"Doy las más expresivas gracias a ese cuerpo por haberme librado del gran peso que ha gravitado sobre mí, mientras he estado a cargo del gobierno, sin que pueda decirse que he abandonado mi puesto ni atribuirse a cansancio o a la debilidad.":